# Крин
Крин (болг. Крън) — село в Болгарії. Розміщується у Старозагорській області, входить до складу громади Казанлик. Населення становить 3 400 чоловік.

## Політична ситуація
Умісцевому кметстві Крин, до складу якого входить Крин, посаду кмета (старости) виконує Теменужка Димитрова Люцканова (ГЄРБ)) за результатами виборів правління кметства.
Кмет (мер) громади Казанлик — Стефан Христов Дамянов (ініціативний комітет) за результатами виборів до правління громади.

## Карти
- bgmaps.com[недоступне посилання з липня 2019]
- emaps.bg[недоступне посилання з червня 2019]
- Google